# Mercedes Barranco
Mercedes Barranco (* 14. Juni 1925 in Barcelona; † 5. Juli 2008 in Madrid) war eine spanische Schauspielerin.

## Leben
Barranco trat schon im Alter von etwa 16 Jahren auf der Bühne auf und war zunächst ausschließlich für das Theater tätig, oft unter der Regie von José Tamayo. Ihr Filmdebüt kam 1953 mit einer Rolle in Fantasía española. Ab dem folgenden Jahrzehnt arbeitete Barranco auch für das Fernsehen, so in den Serien Primera fila von 1963 bis 1965 oder in der losen Reihe Novela, für die sie zwischen 1963 und 1978 insgesamt sechzehn Mal verpflichtet wurde. Sie war auch als Synchronsprecherin tätig und in dieser Eigenschaft die Stimme von Barbara Bel Geddes in Dallas.
Barranco war mit dem Schauspieler José Calvo verheiratet.

## Filmografie (Auswahl)
- 1953: Fantasía española
- 1963–1965: Primera fila (Fernsehserie)
- 1965: Per un dollaro di gloria
- 1963–1978: Novelas (Fernsehreihe, 16 Folgen)
- 1998: Hermanas (Fernsehserie, 1 Folge)